# José María Sison

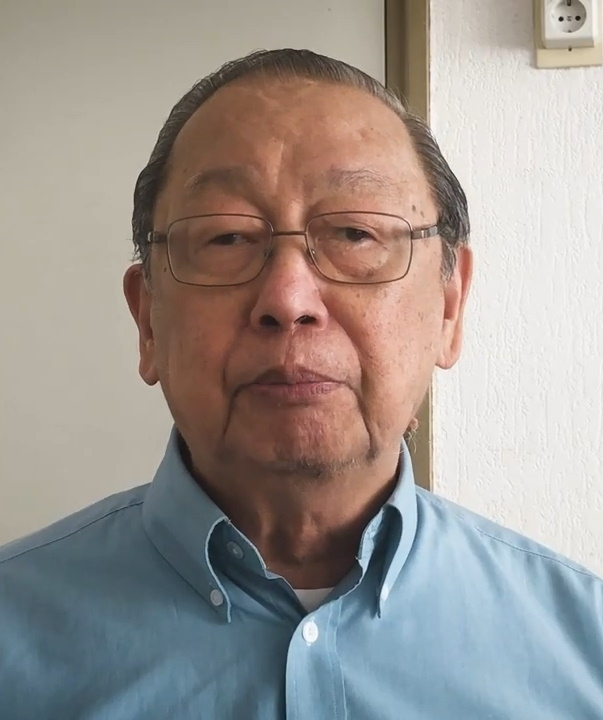
José María Sison

José María (Joma) Sison (Cabugao, 8 februari 1939 – Utrecht, 16 december 2022) was een Filipijnse schrijver en activist die eind jaren zestig de Communistische Partij van de Filipijnen (CPP) oprichtte. Sison was bovendien betrokken geweest bij de oprichting van haar gewapende vleugel New People's Army (NPA) en werd door de Filipijnse regering gezien als de leider van de communistische opstandelingen. Sison woonde vanaf 1987 tot aan zijn dood in Nederland. Hij overleed in december 2022 op 83-jarige leeftijd.

## Vroege levensloop
Sison, die in 1959 afstudeerde aan de University of the Philippines, vervolgde zijn studie in Indonesië, voordat hij terugkeerde naar de Filipijnen om daar te gaan werken als universitair docent literatuur. In 1964 richtte hij de Kabataang Makabayan (Engels: Patriotic Youth) op. Deze organisatie probeerde onder de Filipijnse jeugd het verzet tegen de Vietnamoorlog, tegen het regime van Ferdinand Marcos en tegen corrupte Filipijnse politici te organiseren.
Op 26 december 1968 richtte hij het Centrale Comité van de Communist Party of the Philippines (CPP) op. Sison werd de eerste voorzitter van de nieuwe communistische partij van de Filipijnen, die haar gedachtegoed baseerde op het Maoïsme. Deze hervorming van de communistische partij staat bekend als de First Great Rectification Movement, waarin Sison en andere radicale jongeren de bestaande partijleiders bekritiseerden.
Op 29 maart 1969 werd vanuit de CCP de gewapende vleugel New People's Army (NPA) opgericht. Deze guerrilla-verzetsbeweging probeert tot op de dag van vandaag, middels gewapende aanvallen en aanslagen, met name in het noorden van de Filipijnen, een arbeidersrevolutie tot stand te brengen. De beweging ageert daarbij met name tegen de regering, grootgrondbezitters en buitenlandse bedrijven.
Na het instellen van de staat van beleg door Ferdinand Marcos werd Sison gevangengezet. Hij zat in die tijd vastgeketend aan zijn bed in een geïsoleerde cel. Zijn leven in de gevangenis beschreef hij in zijn boek Prison & Beyond, uit 1986.

## Familie
Joma Sison was de zoon van rijke ouders uit het noorden van de Filipijnen, waar de familie Sison grond bezat. Hij trouwde in 1960 met zijn vrouw, Julie de Lima, de dochter van leraren. Het echtpaar kreeg vier kinderen, van wie de jongste in 1981 in gevangenschap werd geboren. Sison was de aangetrouwde oom van de Filipijnse minister van justitie Leila de Lima.

## Ballingschap in Nederland
Joma Sison en zijn vrouw woonden sinds 1987 in Nederland. Hoewel zijn aanvraag voor politiek asiel werd afgewezen, werd hij het land niet uitgezet vanwege het feit dat hij in de Filipijnen gevaar voor zijn leven zou lopen.

## Sison als vermeend terrorist
In augustus 2002 werd Sison door de Verenigde Staten en de Europese Unie op hun terreurlijst geplaatst. Een gevolg hiervan was dat de banktegoeden van Sison werden bevroren, dat hij zich niet langer kon verzekeren en geen reisdocumenten meer kon bemachtigen. In juli 2007 besliste de op een na hoogste rechtbank van Europa echter dat deze maatregel teruggedraaid moest worden.
Op 30 september 2009 werd Sison, na een uitspraak van het Europese Hof van Justitie in Luxemburg, van de terroristenlijst verwijderd, omdat er nooit een gerechtelijke uitspraak is geweest over vermeende terroristische activiteiten van Sison, noch een justitieel onderzoek naar beschuldigingen.
Op 28 augustus 2007 werd Sison door de Nederlandse politie gearresteerd op verdenking van het opdracht geven tot de moord op twee voormalige leiders van New People's Army (NPA). Romulo Kintanar werd op 23 januari 2003 vermoord en Arturo Tabara op 26 september 2004. Twee weken later besliste een rechtbank echter dat zijn voorarrest opgeheven diende te worden bij gebrek aan concreet bewijs. Sison ontkende de betrokkenheid bij de moorden.